# الجمعية الكيميائية اليابانية
الجمعية الكيميائية اليابانية (CSJ) هي جمعية تعليمية ورابطة مهنية أُنشئت في عام 1878 بهدف تطوير الأبحاث في مجال الكيمياء. وتتمثل مهمة الجمعية الكيميائية اليابانية في تطوير الكيمياء في المناحي العلمية والصناعية بالتعاون مع الجمعيات المحلية والعالمية الأخرى.

## معلومات تاريخية
شُكلت هذه المنظمة بعد تأسيس الجمعية الكيميائية البريطانية. حيث سبقت هذه الجمعية التعليمية في لندن الجمعية الكيميائية الملكية. وقد فكرت الجمعية اليابانية، مثل نظيرتها البريطانية، في احتضان ورعاية الأفكار والحقائق الجديدة داخل اليابان وفي الخارج.
وقد تم توسيع العضوية في عام 1948 من خلال الاندماج مع جمعية الصناعات الكيمياء.

## الأنشطة
بدأ دعم مجلة الجمعية الكيميائية اليابانية (BCSJ) في عام 1926. ومن بين الإصدارات الأخرى للجمعية:
- البيولوجيا الشاملة والتقنية الحيوية والكيمياء الحيوية
- رسائل الكيمياء

## وصلات خارجية
- Chemical Society of Japan website